# Liste der Biografien/St
Liste der Biografien |
Portal Biografien |
Personensuche
# |
A |
B |
C |
D |
E |
F |
G |
H |
I |
J |
K |
L |
M |
N |
O |
P |
Q |
R |
S |
T |
U |
V |
W |
X |
Y |
Z |
?
 
Sa |
Sb |
Sc |
Sd |
Se |
Sf |
Sg |
Sh |
Si |
Sj |
Sk |
Sl |
Sm |
Sn |
So |
Sp |
Sq |
Sr |
Ss |
St |
Su |
Sv |
Sw |
Sy |
Sz
 
Sta |
Ste |
Sth |
Sti |
Stj |
Stl |
Sto |
Str |
Sts |
Stt |
Stu |
Stv |
Stw |
Sty
Die Liste der Biografien führt alle Personen auf, die in der deutschsprachigen Wikipedia einen Artikel haben. Dieses ist eine Teilliste mit 145 Einträgen von Personen, deren Namen mit den Buchstaben „St“ beginnt.

## St
- St Amand, Almaric, 1. Baron St Amand (1269–1310), englischer Adliger und Militär
- St Amand, Almaric, 2. Baron St Amand (1314–1381), englischer Adliger, Militär und Beamter
- St Amand, Almaric, 3. Baron St Amand († 1402), englischer Adliger
- St Amand, Amaury de, Ritter und Diplomat in englischen Diensten
- St Aubyn, Edward (* 1960), britischer Journalist und SchriftstellerEdward St Aubyn (* 1960)

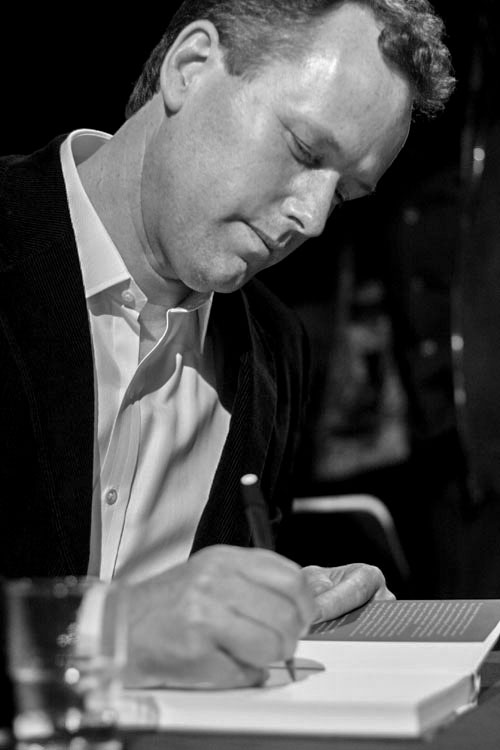
Edward St Aubyn (* 1960)

- St Aubyn, John, 4. Baron St Levan (1919–2013), britischer Peer und Politiker
- St Clair, Archibald, 16. Lord Sinclair (1875–1957), britischer Peer und Politiker
- St Clair, Harvey (* 1998), schottischer Fußballspieler
- St Edmund, Alan († 1291), schottischer Geistlicher und Minister
- St Germain (* 1973), französischer Musiker
- St Germain, Robert de, schottischer Geistlicher und Diplomat
- St John, Bridget (* 1946), britische Singer-Songwriterin
- St John, Frederick Robert (1831–1923), britischer Botschafter
- St John, Robert de († 1267), englischer Adliger
- St John-Stevas, Norman, Baron St John of Fawsley (1929–2012), britischer Politiker (Conservative Party), Mitglied des House of Commons
- St Johnston, Dina (1930–2007), britische Informatikerin
- St Paul, John de († 1362), englischer Kleriker, Erzbischof von Dublin
- St-Gelais, Marianne (* 1990), kanadische Shorttrackerin
- St-Germain, Laurence (* 1994), kanadische Skirennläuferin
- St-Jean, Alexandre (* 1993), kanadischer Eisschnellläufer
- St-Onge, Bruno (* 1959), kanadischer Biathlonfunktionär
- St-Onge, Guylaine (1965–2005), kanadische Schauspielerin
- St-Pierre, Georges (* 1981), kanadischer KampfsportlerGeorges St-Pierre (* 1981)

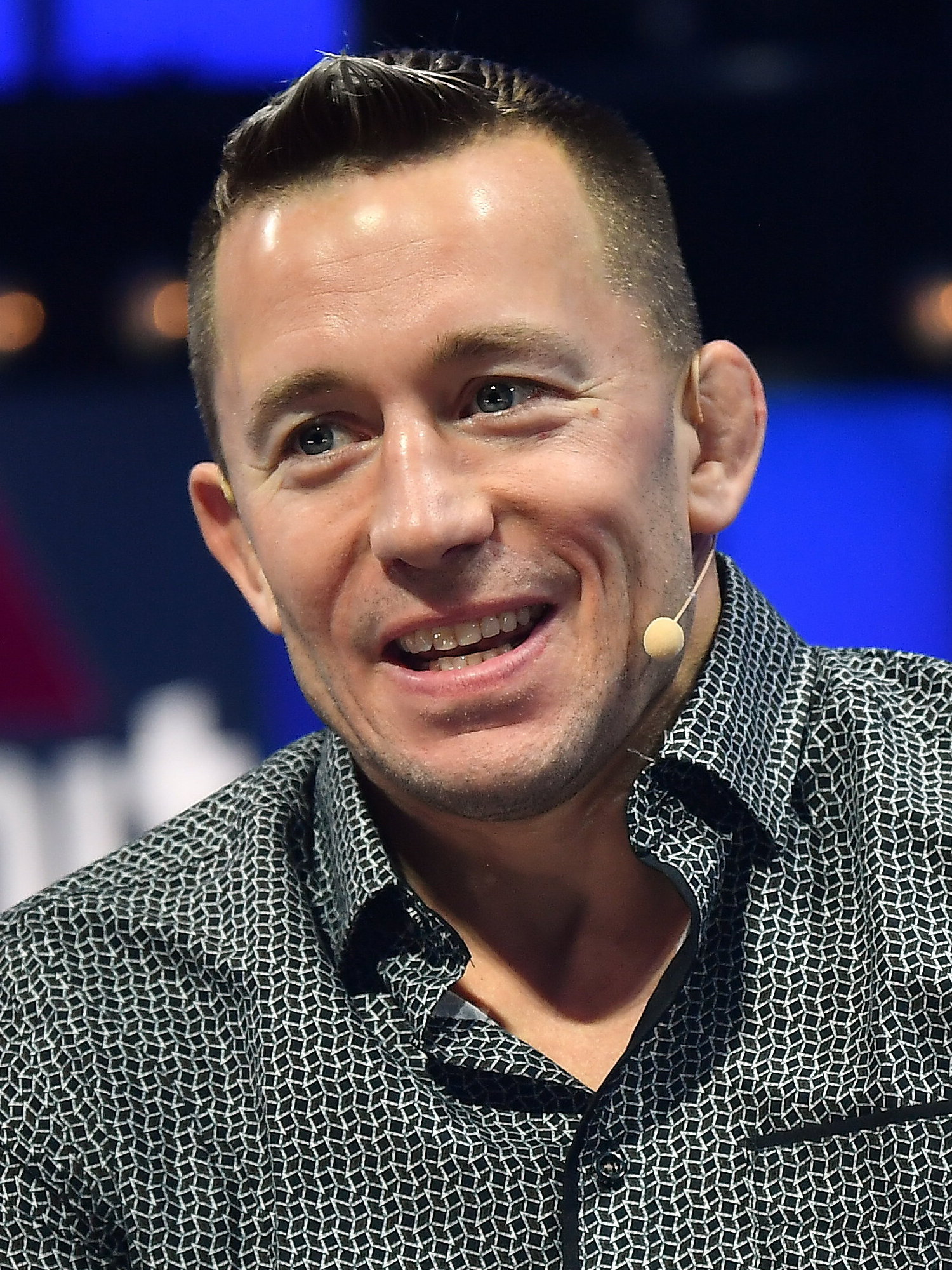
Georges St-Pierre (* 1981)

- St-Pierre, Kennedy (* 1992), mauritischer Amateurboxer
- St-Pierre, Kim (* 1978), kanadische Eishockeytorhüterin
- St-Pierre, Nick (* 1985), kanadischer Eishockeyspieler
- St-Pierre, Stéphanie (* 1985), kanadische Freestyle-Skisportlerin
- St. André, Jeanbon (1749–1813), französischer Präfekt zur Zeit der Revolutionskriege
- St. André, Nathaniel (1680–1776), Schweizer Anatom und Geburtshelfer
- St. Aubyn, Amarah-Jae (* 1994), britische Filmschauspielerin
- St. Barbe Baker, Richard (1889–1982), britischer Forstwissenschaftler, Umweltaktivist und Autor
- St. Brown, Amon-Ra (* 1999), deutsch-amerikanischer American-Football-Spieler
- St. Brown, Equanimeous (* 1996), deutscher American-Football-SpielerEquanimeous St. Brown (* 1996)

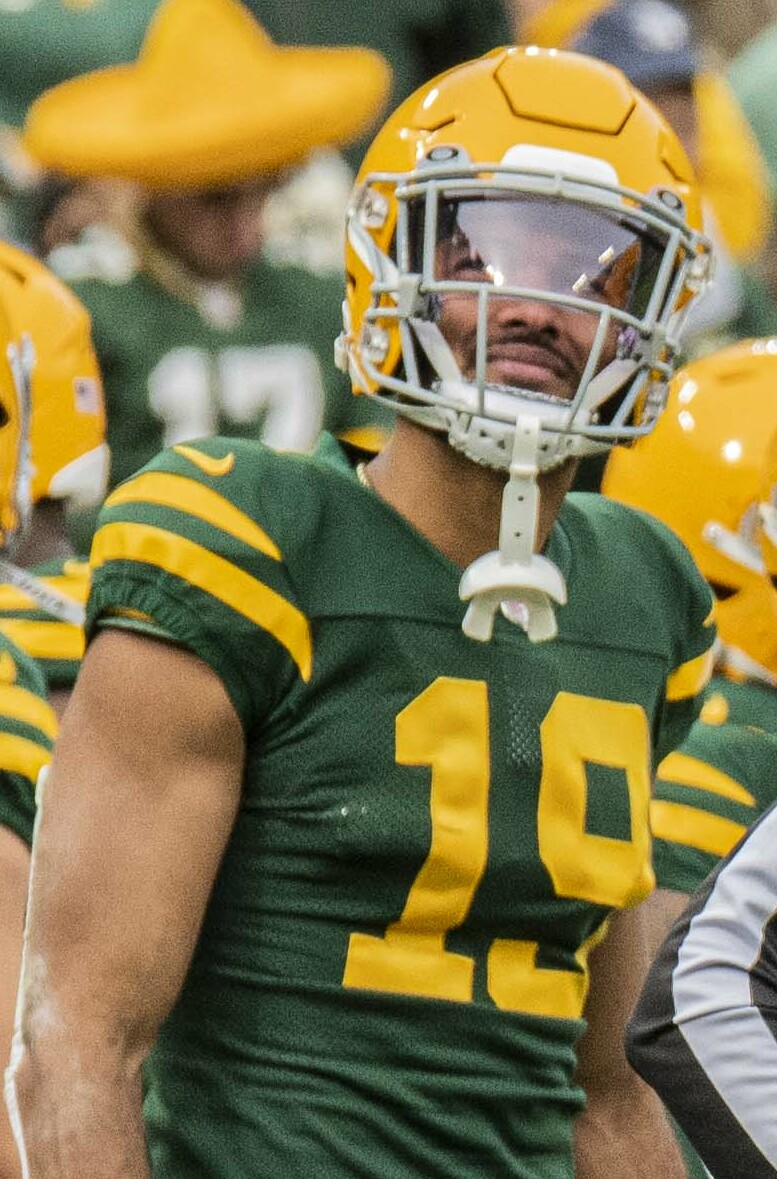
Equanimeous St. Brown (* 1996)

- St. Brown, Osiris (* 1998), deutsch-amerikanischer American-Football-Spieler
- St. Clair Joof, George (1907–1955), Politiker in Britisch-Gambia
- St. Clair Joof, Lucretia (1913–1982), gambische Politikerin
- St. Clair Robson, Lucia, US-amerikanische Schriftstellerin
- St. Clair, Alex (* 1941), US-amerikanischer Musiker
- St. Clair, Arthur (1736–1818), US-amerikanischer Politiker und Armeeoffizier
- St. Clair, Bob (1931–2015), US-amerikanischer American-Football-Spieler
- St. Clair, Carl (* 1952), US-amerikanischer Dirigent
- St. Clair, Cyrus (1890–1955), US-amerikanischer Jazz-Musiker
- St. Clair, Dayne (* 1997), kanadischer Fußballtorhüter
- St. Clair, Gairy (* 1975), australischer Boxer
- St. Clair, Jeffrey (* 1959), US-amerikanischer Autor, Publizist und Enthüllungsjournalist
- St. Clair, Jessica (* 1977), US-amerikanische Schauspielerin
- St. Clair, Malcolm (1897–1952), US-amerikanischer Filmregisseur
- St. Clair, Margaret (1911–1995), amerikanische Science-Fiction-Autorin
- St. Clair, Stephanie († 1969), RacketeerinStephanie St. Clair († 1969)

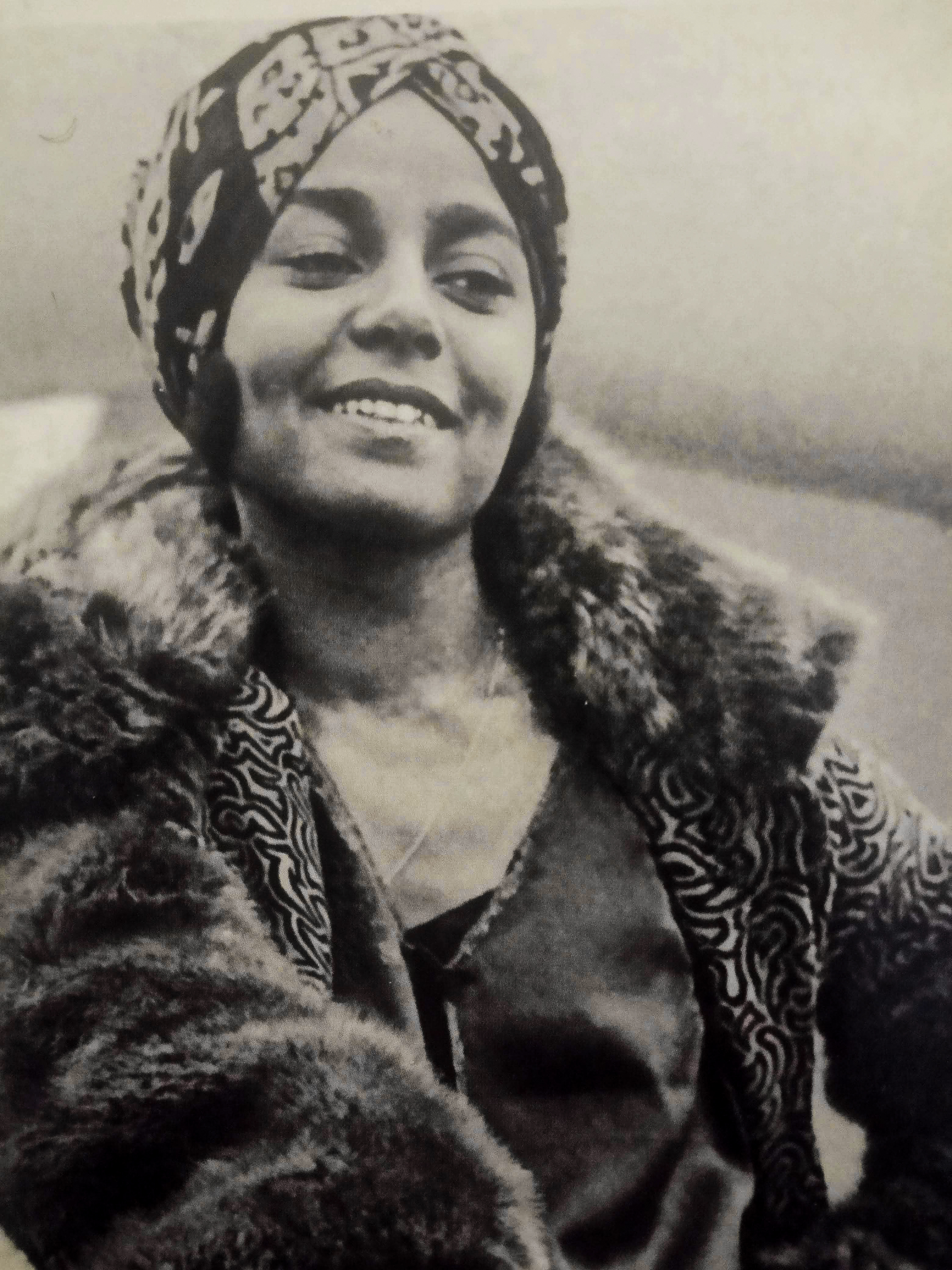
Stephanie St. Clair († 1969)

- St. Clair-Erskine, James, 2. Earl of Rosslyn (1762–1837), schottisch-britischer Adliger, General und Politiker
- St. Clair-Erskine, Peter, 7. Earl of Rosslyn (* 1958), britischer Politiker (parteilos) und Polizeioffizier
- St. Claire, Bonnie (* 1949), niederländische Sängerin
- St. Claire, Jasmin (* 1970), US-amerikanische Wrestlerin, Fotomodell und Pornodarstellerin
- St. Claire, Taylor (* 1969), US-amerikanische Pornodarstellerin
- St. Croix, Steven (* 1968), US-amerikanischer Pornodarsteller, fünffacher Träger des AVN Awards
- St. Cyr, Johnny (1890–1966), US-amerikanischer Banjo-Spieler und Gitarrist
- St. Cyr, Lili (1918–1999), US-amerikanische Stripperin
- St. Denis, Frédéric (* 1986), kanadischer Eishockeyspieler und -trainer
- St. Denis, Ruth (1879–1968), US-amerikanische Tänzerin, Choreografin und Pädagogin
- St. Esprit, Patrick (* 1954), US-amerikanischer Schauspieler
- St. Fleur, Lesly (* 1989), bahamaischer Fußballspieler
- St. Fleurant, Peterson (* 2007), Fußballtorwart der Turks- und Caicosinseln
- St. Fort, Khalifa (* 1998), Sprinterin aus Trinidad und Tobago
- St. George, Katharine (1894–1983), US-amerikanische Politikerin
- St. Germain, Fernand (1928–2014), US-amerikanischer Politiker
- St. Germain, Ralph (1904–1974), kanadischer Eishockeyspieler und -trainer
- St. Germain, Tabitha (* 1964), US-amerikanische Synchronsprecherin
- St. Hallvard, norwegischer Heiliger
- St. Hilaire, Paul, dominicanischer Reggae-Sänger, -Musiker und Labelbetreiber
- St. Hillaire, Dwight (* 1997), trinidadischer Leichtathlet
- St. Jacques, Bruno (* 1980), kanadischer Eishockeyspieler
- St. Jacques, Raymond (1930–1990), US-amerikanischer Schauspieler
- St. Jacques, Valérie (* 1983), kanadische Badmintonspielerin
- St. James, David (* 1947), US-amerikanischer Filmschauspieler
- St. James, Eddie (* 1962), US-amerikanischer Gitarrist, Sänger und Komponist
- St. James, Lyn (* 1947), US-amerikanische Autorennfahrerin
- St. James, Margo (1937–2021), US-amerikanische Frauenrechtlerin
- St. James, Rebecca (* 1977), australische Sängerin in der christlichen MusikszeneRebecca St. James (* 1977)

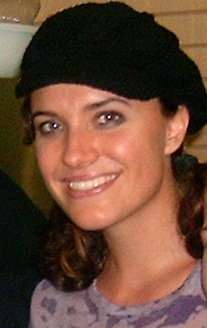
Rebecca St. James (* 1977)

- St. Jean, Marc (* 1978), deutsch-kanadischer Eishockeyspieler
- St. John, Adelbert (1931–2009), austro-kanadischer Eishockeyspieler
- St. John, Adrian, Jr. (1921–2007), US-amerikanischer Offizier, Generalmajor der US-Army
- St. John, Al (1892–1963), US-amerikanischer SchauspielerAl St. John (1892–1963)

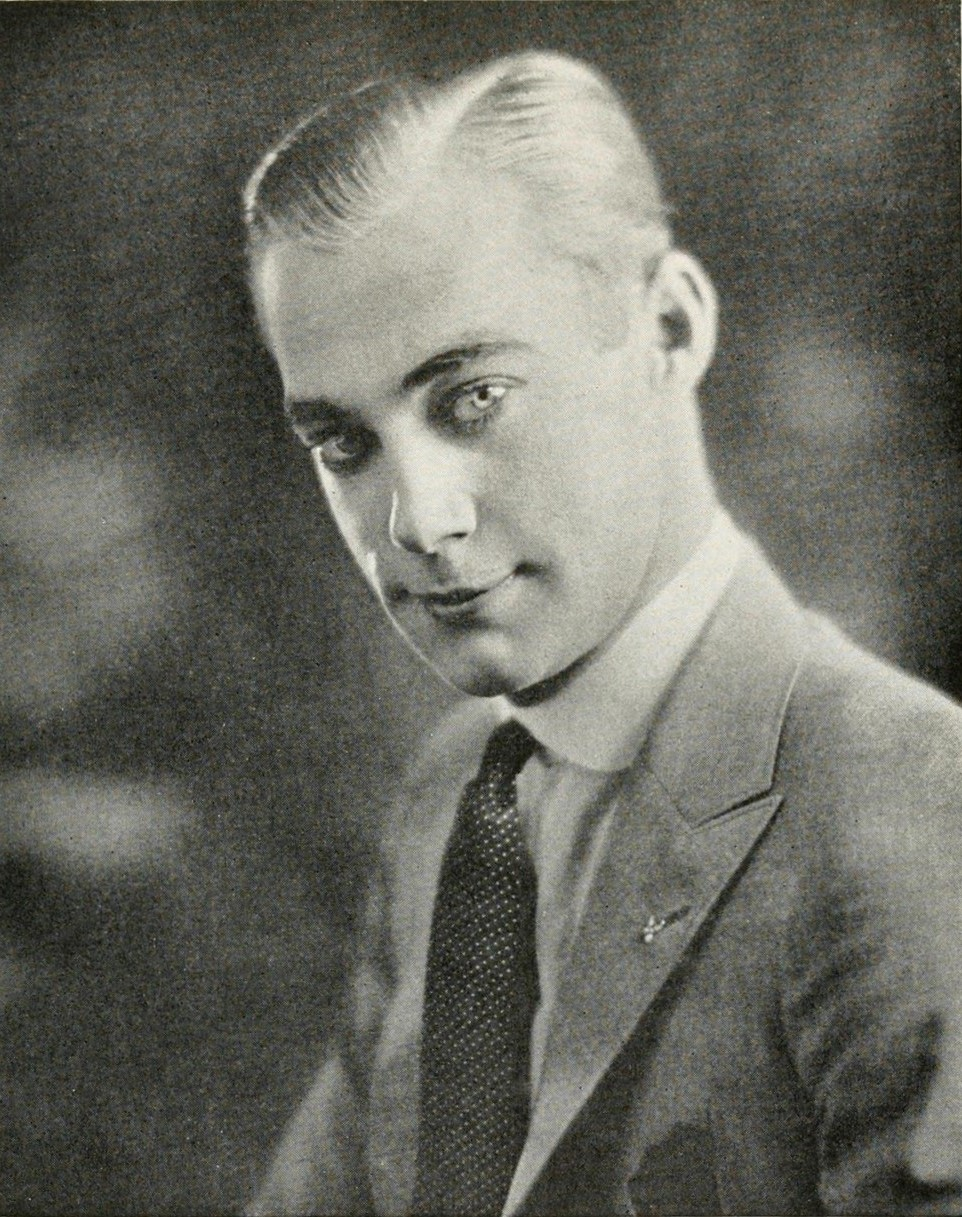
Al St. John (1892–1963)

- St. John, Anthony, 22. Baron St. John of Bletso (* 1957), britischer Peer und Geschäftsmann
- St. John, Austin (* 1974), US-amerikanischer Schauspieler
- St. John, Barry (1943–2020), britische Sängerin
- St. John, Betta (1929–2023), US-amerikanische Schauspielerin, Sängerin und Tänzerin
- St. John, Charles (1818–1891), US-amerikanischer Politiker
- St. John, Charles Edward (1857–1935), US-amerikanischer Astronom
- St. John, Daisey (1877–1956), englische Badmintonspielerin
- St. John, Daniel B. (1808–1890), US-amerikanischer Politiker
- St. John, Earl (1892–1968), US-amerikanischer Produzent
- St. John, Eric, US-amerikanischer Schauspieler, Filmschaffender und Filmkomponist sowie ein Model
- St. John, Frederick, 2. Viscount Bolingbroke (1732–1787), britischer Peer und Politiker
- St. John, Harold Bernard (1931–2004), barbadischer Politiker, Premierminister von Barbados
- St. John, Henry (1783–1869), US-amerikanischer Politiker
- St. John, Henry, 1. Viscount Bolingbroke (1678–1751), britischer Politiker und Philosoph
- St. John, Howard (1905–1974), US-amerikanischer Schauspieler
- St. John, Ian (1938–2021), schottischer Fußballspieler und -trainer
- St. John, Jess (* 1995), antiguanische Kugelstoßerin
- St. John, Jill (* 1940), US-amerikanische SchauspielerinJill St. John (* 1940)

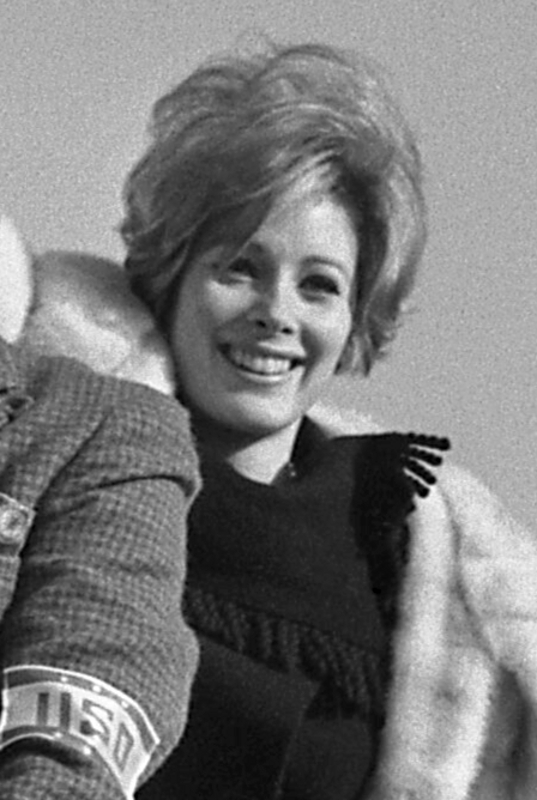
Jill St. John (* 1940)

- St. John, John (1833–1916), US-amerikanischer Politiker
- St. John, Kristoff (* 1966), US-amerikanischer Schauspieler
- St. John, Marco (* 1939), US-amerikanischer Schauspieler
- St. John, Mark (1956–2007), US-amerikanischer Gitarrist
- St. John, Patricia (1919–1993), britische Missionarin in Marokko und Autorin christlicher Kinder- und Jugendliteratur
- St. John, Pete (1932–2022), irischer Folk-Musiker
- St. John, Theodore (1906–1956), US-amerikanischer Drehbuchautor
- St. John, Tina (* 1966), US-amerikanische Fantasy-Schriftstellerin
- St. John, Trevor (* 1971), US-amerikanischer Schauspieler
- St. John, Wyndham (1959–2023), kanadische Reiterin
- St. Jorre, Danielle de (1941–1997), seychellische Politikerin
- St. Juste, Jerry (* 1996), niederländischer Fußballspieler
- St. Laurent, Dollard (1929–2015), kanadischer Eishockeyspieler
- St. Laurent, Sam (* 1959), kanadischer Eishockeytorwart und -trainer
- St. Ledger, Sean (* 1984), englisch-irischer Fußballspieler
- St. Leger, Barry († 1789), britischer Offizier
- St. Louis, Fabienne (* 1988), mauritische Triathletin
- St. Louis, Guy (* 1957), deutsche Autorin
- St. Louis, Lester (* 1993), amerikanischer Improvisationsmusiker (Violoncello), Sounddesigner und Komponist
- St. Louis, Martin (* 1975), kanadischer Eishockeyspieler
- St. Marseille, Frank (* 1939), kanadischer Eishockeyspieler
- St. Martin, Louis (1820–1893), US-amerikanischer Politiker
- St. Maur, Algernon, 14. Duke of Somerset (1813–1894), britischer Peer, Offizier und Politiker
- St. Maur, Archibald, 13. Duke of Somerset (1810–1891), britischer Peer, Offizier und Politiker
- St. Maur, Edward, 11. Duke of Somerset (1775–1855), britischer Peer und Politiker
- St. Maur, Edward, 12. Duke of Somerset (1804–1885), britischer Politiker der Liberal Party, Unterhausabgeordneter, Oberhausmitglied, Erster Lord der Admiralität
- St. Maur, Ferdinand, Earl St. Maur (1835–1869), britischer Peer, Offizier und Politiker
- St. Nicholas, Nick (* 1943), deutsch-kanadischer MusikerNick St. Nicholas (* 1943)

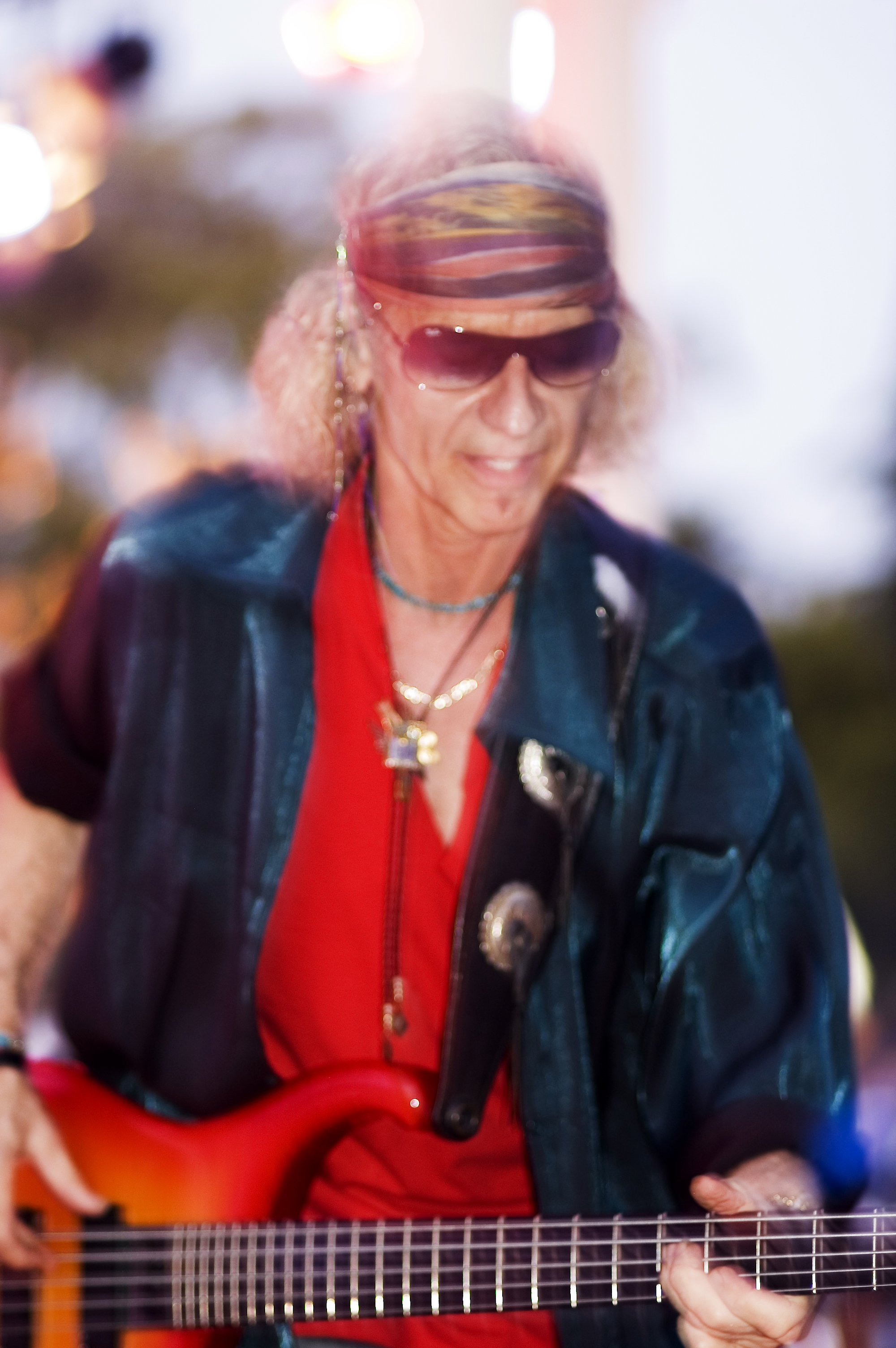
Nick St. Nicholas (* 1943)

- St. Norman, Arthur (1878–1956), südafrikanischer Geher und Marathonläufer
- St. Omer, Dunstan (1927–2015), karibischer Maler
- St. Omer, Garth (1931–2018), lucianischer Schriftsteller und Literaturprofessor
- St. Onge, Ryan (* 1983), US-amerikanischer Freestyle-Skisportler
- St. Onge, William (1914–1970), US-amerikanischer Politiker
- St. Patrick, Mathew (* 1968), US-amerikanischer Schauspieler
- St. Paul, Claude Pierre de († 1745), königlich sächsischer General der Kavallerie
- St. Paul, Horace (1729–1812), österreichischer Kavallerieoberst und britischer Diplomat
- St. Paule, Irma (1926–2007), US-amerikanische Filmschauspielerin
- St. Peter, Frank (1937–1987), amerikanischer Jazzmusiker (Altsaxophon, Flöte, Arrangement, Komposition)
- St. Peters, Crispian (1939–2010), englischer Popsänger
- St. Pierre, Martin (* 1983), kanadisch-kasachischer Eishockeyspieler
- St. Ruth, Charles Chalmont, Marquis de († 1691), französischer General
- St. Simon-Montléart, Marie Louise (1763–1804), französische Adelige
- St. Stapin, französischer Heiliger
- St. Turba, Tamás (* 1944), ungarischer Fluxuskünstler
- St. Vincent (* 1982), US-amerikanische Multi-Instrumentalistin, Sängerin und SongwriterinSt. Vincent (* 1982)

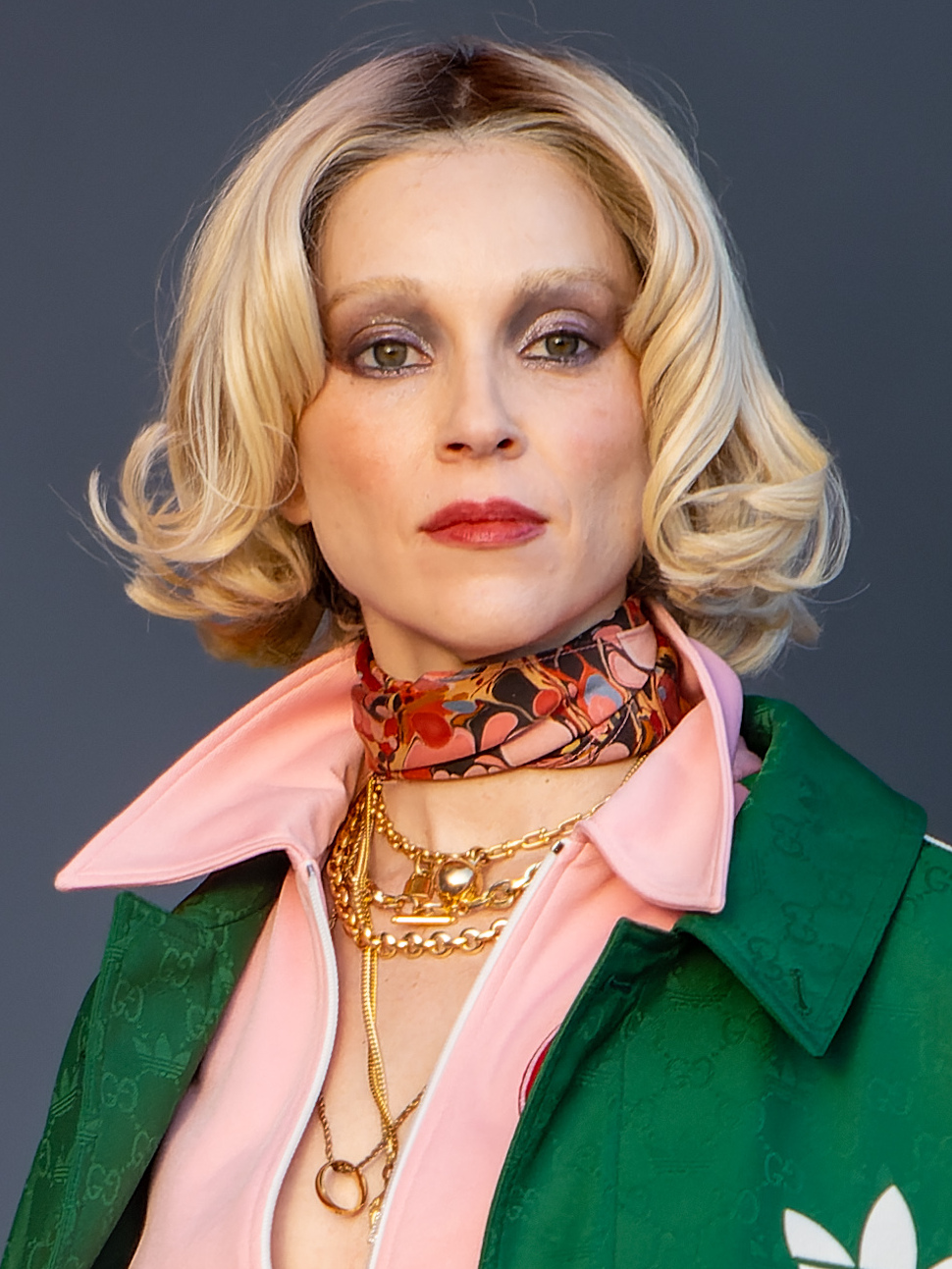
St. Vincent (* 1982)